# Giustizia e Libertà (periodico)
Giustizia e Libertà è stato un settimanale francese in lingua italiana pubblicato dall'omonimo movimento politico liberal-socialista fondato a Parigi da esuli antifascisti. Suo primo direttore fu Carlo Rosselli.

## Storia
Il primo numero del settimanale uscì il 18 maggio 1934, pochi giorni dopo lo scioglimento della Concentrazione Antifascista. L'obiettivo della testata era quello di fornire una piattaforma per discutere i problemi della rivoluzione italiana. Sulle sue colonne erano pubblicati articoli sia in italiano che in francese che tentavano di presentare una sintesi di liberalismo e socialismo. Alcuni numeri della rivista sono stati distribuiti in Italia clandestinamente. 
Dopo l'assassinio dei fratelli Rosselli il direttore di Giustizia e Libertà divenne Alberto Cianca. In seguito all'occupazione nazifascista della Francia il settimanale cessò le pubblicazioni.
In Italia nella Milano occupata nel maggio 1944 l'editrice La Fiaccola pubblicò il periodico clandestino i Quaderni di Giustizia e Libertà